# Will Shortz
Will Shortz (Crawfordsville (Indiana), 26 augustus 1952) is een Amerikaanse puzzelbedenker, redacteur, en de ontwerper van kruiswoordraadsels voor Crossword Puzzle van The New York Times. Daarnaast is hij de auteur of redacteur van meer dan 150 boeken over puzzels.
Will Shortz groeide op in een boerderij met Arabische paarden in Crawfordsville, Indiana. Van jongs af aan was hij geboeid door woordspelingen. Op zijn dertiende schreef hij een brief aan Dmitri Borgmann, de auteur van Language on Vacation. Will vroeg daarin advies over hoe hij puzzelmaker kon worden. In 1974 studeerde hij af aan de Universiteit van Indiana. Hij werd daarmee de houder van de enige universiteitsgraad ter wereld in 'Enigmatologie', de studie van puzzels. Zijn proefschrift voor zijn BA-diploma van de universiteit van Indiana in 1974 droeg als titel De geschiedenis van de Amerikaanse woordpuzzels vóór 1860.

## Loopbaan
Shortz begon zijn carrière bij Penny Press. Sinds 1978 organiseert hij het jaarlijkse Amerikaanse Kruiswoordpuzzel Toernooi. Deelnemers maken acht originele kruiswoordpuzzels. De scores zijn gebaseerd op nauwkeurigheid en snelheid. Er zijn prijzen te winnen in meer dan 20 categorieën, waaronder een hoofdprijs van $ 5.000.
Sinds de start in 1987 is hij puzzelleider van radioprograma ‘Weekend Edition Sunday’. Deze puzzelcompetitie was in 2006 onderwerp van de bekroonde documentaire film Wordplay. Daarna werkte hij 15 jaar voor Games magazine, waarvan de laatste vier jaar als redacteur (1989-1993).
In 1992 organiseerde Will Shortz het Wereldkampioenschap Puzzelen in New York.  Hierbij bonden puzzelaars uit verschillende landen de strijd aan op een gelijk speelveld. Voordien was de Internationale kruiswoordraadsel Marathon de belangrijkste internationale wedstrijd voor het oplossen van puzzels. Shortz had die elk jaar bijgewoond, maar omdat de deelnemers hun eigen regels taal en kruiswoordraadsel gebruikten, was het niet een erg goede basis om de puzzelvaardigheden tussen culturen te vergelijken. Dit toernooi werd sindsdien jaarlijks door verschillende landen over de hele wereld georganiseerd.
Vanaf 1993 is hij redacteur van  de kruiswoordpuzzels van The New York Times (de vierde in de geschiedenis van de krant, na Eugene Thomas Maleska). De puzzelmoeilijkheid van die puzzels loopt op naar het eind van de week. De puzzels van de zondag zijn het moeilijkst. Will Shortz maakt de Times crossword niet zelf. De puzzels worden aangeleverd door anderen. Shortz leverde de puzzelomschrijvingen die The Riddler (Jim Carrey) achterlaat voor Batman (Val Kilmer) in de film Batman Forever.
In 2009 was hij betrokken bij de introductie van kenken puzzels in de New York Times.
Shortz is de auteur of redacteur van meer dan honderd boeken. Zijn bibliotheek bestaat uit meer dan 20.000 puzzelboeken en tijdschriften. Deze verzameling, die teruggaat tot 1545, is naar verluidt 's werelds grootste particuliere bibliotheek op dit gebied. Shortz is lid van de National Puzzlers' League.
Op zijn vijftigste verjaardag kreeg Shortz een persoonlijke brief van de voormalige Amerikaanse president Bill Clinton, die fan is van  de The New York Times kruiswoordraadsels. In februari 2009 was hij betrokken bij de introductie van de kenken puzzel in The New York Times. In 2013 werkte hij als puzzelmaker en redacteur bij de nieuwe tweemaandelijkse publicatie Will Shortz' WordPlay, uitgegeven door Penny Publications. 

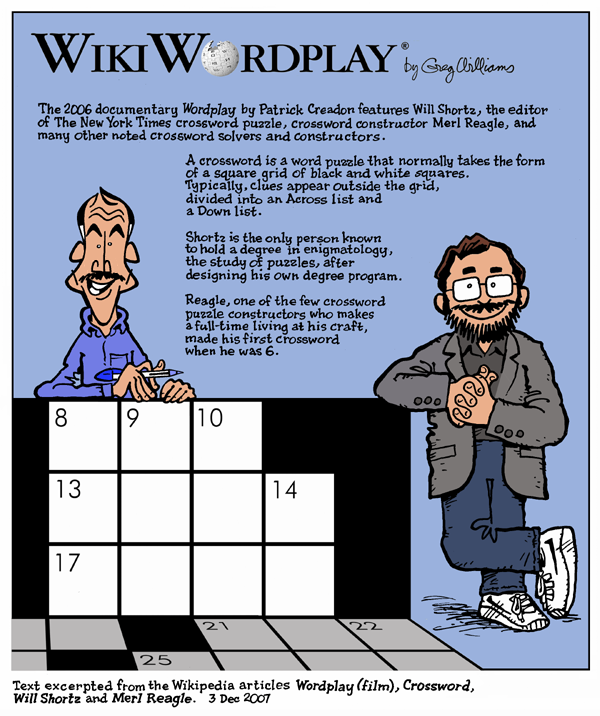
WikiWorld strip gebaseerd op de artikelen 'Wordplay (film)', 'Crossword', 'Will Shortz' en 'Merl Reagle'.

In mei 2010 kreeg Shortz een eredoctoraat aan het Wabash College in Indiana.

## Films
Als acteur en cameraman werkte hij mee aan 'Wordplay' (2006) en 'A Year of Ping Pong' (2015). In episodes van 'The Simpsons' en 'How I Met Your Mother', speelde hij zichzelf.

## Tafeltennis
Zijn liefde voor tafeltennis leidde in 2011 tot de opening van het Westchester Tafeltenniscentrum. Will is de eigenaar en directeur van het Westchester-tafeltenniscentrum in Pleasantville, de grootste tafeltennisaccommodatie in de Verenigde Staten.